# Ricardo Peres
Ricardo de Alcântara Peres (São Paulo, 16 de fevereiro de 1966) é um pianista brasileiro. 

## Biografia
Ricardo Peres começou a tocar piano aos sete anos de idade com a professora Sonia Bastos, em São Paulo. Em 1979 passou a receber orientação pianística e musical do pianista e compositor Amaral Vieira. Em 1982, aos 16 anos de idade, lançou sua carreira de pianista-concertista em recital ao vivo na TV Cultura – SP, a convite do maestro Walter Lourenção. 
No período de 1982 a 1983, apresentou-se como pianista em concertos no estado de São Paulo, ao mesmo tempo em que terminava o curso colegial no Colégio Santa Cruz. Em 1984, aos 18 anos, lançou seu primeiro disco, um LP com obras de Beethoven, Schubert e Robert Schumann, na cidade de São Paulo.
Em 1985 mudou-se para os Estados Unidos, para dar continuidade aos estudos de piano sob a orientação do professor Caio Pagano, obtendo o diploma da Universidade Estadual do Arizona. Durante esse período, também recebeu orientação do pianista estadunidense Malcolm Frager, bem como da grande pianista catalã, Alicia de Larrocha.
Entre 1990 e 1993, foi artista residente no Red Deer College, em Alberta, no Canadá, figurando em turnês organizadas em conjunto com o sistema de biblioteca públicas e a associação de professores de música da província canadense de Alberta. Esse trabalho trouxe ao pianista o prêmio Alberta Literacy Award of Merit em 1993, por sua iniciativa bem sucedida de aliar a música aos programas públicos de alfabetização de adultos naquela província. Ainda em 1993 lançou sua segunda gravação, em Toronto, contendo obras de Villa-Lobos, Camargo Guarnieri e Astor Piazzolla.
Entre 1994 e 2000 se apresentou nos Estados Unidos e Canadá, em recitais e concertos de câmera, fazendo turnês e gravações para radiofusão (CBC, Société Radio-Canada,, National Public Radio, etc). 
Em 1997 lançou sua terceira gravação, um CD com obras de Ernesto Nazareth, Camargo Guarnieri e Alberto Ginastera. Em 1999 lançou seu quarto trabalho fonográfico, desta vez com obras de Brahms, Beethoven e Bach. Em 2000, lançou um CD com obras de Astor Piazzolla, Egberto Gismonti e do próprio pianista.
A partir de 2000, iniciou trabalhos de pesquisa e produção musical através dos novos meios de produção e comunicação digitais operados na Internet.
Em 2010 participou da Virada Cultural em São Paulo, onde foi içado na Praça Ramos de Azevedo por um guindaste juntamente com o piano.

## Gravações
- Ricardo Peres Interpreta Schubert, Schumann e Beethoven (LP - 1984)
- Dance of The White Indian (CD Novadisc - 1993)
- Odeon (CD Atma – 1997)
- Ricardo Peres Plays Brahms, Beethoven and Bach (CD OrangeMusic – 1999)
- Voyages (CD OrangeMusic – 2000)

## Envolvimento político-literário
Ricardo Peres faz contribuições literárias regulares para publicações voltadas à cultura e à cidadania no Brasil, nos Estados Unidos e no Canadá.